# Глаз шторма (фильм, 2011)
«Глаз шторма» (англ. The Eye of the Storm) — фильм 2011 года режиссёра Фреда Скеписи. Фильм является экранизацией одноимённого романа Патрика Уайта (1973). В ролях Джеффри Раш, Шарлотта Рэмплинг и Джуди Дэвис. Фильм выиграл награду за лучшую австралийскую драму в 2011 на Мельбурнском международном кинофестивале.

## Сюжет
В пригороде Сиднея под названием Столетний парк пожилая женщина Элизабет Хантер (Рэмплинг) прикована к постели. За ней ухаживают две медсестры, экономка и двое её взрослых детей (Раш и Дэвис). Несмотря на ухудшение здоровья, Элизабет продолжает контролировать свои дела и интересоваться делами окружающих её людей. Элизабет замечает, как ещё при её жизни взрослые дети делят имущество женщины.

## В ролях
- Джеффри Раш — Басил Хантер
- Шарлотта Рэмплинг — Элизабет Хантер
- Джуди Дэвис — Дороти де Ласкабанес
- Джон Гадена — Арнольд Вибурд
- Робин Невин — Лал
- Хелен Морс — Лотт
- Колин Фрилс — Атол Шрив
- Дастин Клер — Кол
- Элизабет Александер — Шерри Чисман
- Мария Теодоракис — Мэри Десантис
- Александра Скеписи — Флора
- Лоран Буланже — французский официант